# Nagroda Bernsteina
Nagroda Bernsteina – izraelska nagroda literacka przyznawana autorom mającym 50 i mniej lat przez Fundację Bernsteina.
Nagrodę ufundował Mordechaj Bernstein celem wspierania młodych literatów i poetów tworzących w języku hebrajskim. Nominuje do nagrody Izraelskie Stowarzyszenie Księgarzy. Nagrodę przyznano pierwszy raz w 1978. Obejmuje cztery kategorie: powieść w języku hebrajskim (50000 szekli), tomik poezji w języku hebrajskim (co dwa lata, 25000 szekli), dramat w języku hebrajskim (co dwa lata, 25000 szekli) oraz dzieło z dziedziny krytyki literackiej (co dwa lata, 15000 szekli). Nagrodę w każdej z kategorii przyznaje komitet specjalistów w danej dziedzinie. Nagroda Bernsteina jest drugą pod względem wielkości kwot przyznawanych nagrodą literacką w Izraelu. Wyprzedza ją tylko Nagroda Sapira.

## Zwycięzcy ostatnich edycji
- 2009 Ronit Matalon za powieść Kol Tsa'adenu (Dźwięk naszych kroków)
- 2011 Sayed Kashua za powieść Guf sheni yahid (Druga osoba liczby pojedynczej)[4]
- 2013 Assaf Gavron[5]
- 2015 Roy Hasan (poezja), Dorit Rabinyan (literatura)[6][7]